# جولن آرلانو
جولن آرلانو (انگلیسی: Julen Arellano؛ زادهٔ ۸ ژانویهٔ ۱۹۹۷) بازیکن فوتبال اهل اسپانیا که در پست دفاع چپ بازی می‌کند.

## زندگی‌نامه
آرلانو در ابلیتاس، نابارا به‌دنیا آمد، در سال ۲۰۱۰ در حالی‌که ۱۳ سال داشت به باشگاه فوتبال اوساسونا پیوست. در ۱۵ آوریل ۲۰۱۱ به باشگاه فوتبال بارسلونا پیوست و در ابتدا در گروه کادیت قرار گرفت.